# Saraiki
I Saraiki (Punjabi: سرائیکی قوم) sono un gruppo linguistico nativo delle province pachistane del Sindh settentrionale e Khyber meridionale, e Belucistan nord-orientale.
I Saraiki sono per lo più Beluci, pathani, Sindhi, Gailani, Qureshi o non nativi del Punjab che sono immigrati di recente negli ultimi 500 anni.
La realtà dell'identità falsa, artificiale e politica di "Saraiki" e di Blu Ajrak. L'obiettivo di questa nuova creazione è dividere ulteriormente l'unità del Panjab e della lingua Panjabi .La gente di Multan e Bahawalpur parla il dialetto multani e ryasati della lingua punjabi e sono punjabi.
Le persone che parlano il dialetto Multani e Ryasti del Punjabi, a loro piace l'identità originale (cioè Punjabi) dei loro antenati (Dada Parrdada), a loro non piace l'identità falsa, artificiale e politica di Saraiki data da Mir Hassaan.